# Iván Fischer
Iván Fischer (Budapest, 20 gennaio 1951) è un direttore d'orchestra e compositore ungherese, fondatore nel 1983 dell'Orchestra Festival di Budapest.

## Biografia
Nato a Budapest in una famiglia di origine ebraica, Fischer inizialmente studiò pianoforte, violino, violoncello e composizione a Budapest. Suo fratello maggiore, Ádám Fischer, divenne un direttore d'orchestra per conto suo. Si trasferì più tardi a Vienna per studiare direzione con Hans Swarowsky presso l'Università di Musica e Spettacolo, dove studiò anche violoncello e musica antica, studiando e lavorando come assistente di Nikolaus Harnoncourt. Ha anche studiato con Franco Ferrara all'Accademia Musicale Chigiana di Siena.
Nel 1976 Fischer vinse la Rupert Foundation dirigendo un concorso a Londra. Iniziò da allora in poi a dirigere orchestre britanniche come la Royal Liverpool Philharmonic Orchestra, la BBC Symphony e la London Symphony Orchestra, con le quali condusse una tournée mondiale nel 1982. Il suo debutto negli Stati Uniti fu con la Los Angeles Philharmonic Orchestra nel 1983.

## Orchestra Festival di Budapest
Fischer tornò in Ungheria nel 1983 per fondare l'Orchestra Festival di Budapest (OFB), inizialmente concepita per un numero limitato di concerti all'anno a tempo parziale. L'OFB diventò un'istituzione permanente nel 1992, con un programma di circa 30 settimane di spettacoli in un anno. Con l'OFB mise in pratica idee non ortodosse, permettendo anche ai singoli musicisti sinfonici di contribuire alla programmazione dei concerti, come nei "cocoa-concerts" per i bambini. Altre serie includono la serie di concerti Titok-koncert ("borsa a sorpresa") in cui il programma non è annunciato, "un concerto per un fiorino" dove parla al pubblico, fa concerti all'aperto a Budapest attraendo decine di migliaia di persone, come spettacoli di opera da concerto. Fischer ha fondato diversi festival, tra cui un festival estivo a Budapest sulla musica barocca e il Budapest Mahlerfest, che è anche un forum per commissionare e presentare nuovi lavori musicali. Inoltre c'è una competizione annuale all'interno dell'orchestra per le opportunità dei solisti in concerto. Fischer e l'OFB hanno registrato per la Philips Classics e la Channel Classics Records.

## Altro lavoro sinfonico e operistico
Negli Stati Uniti, Fischer ha ricoperto per sette anni la posizione di direttore ospite principale dell'Orchestra Sinfonica di Cincinnati. Nel 2006 diventò direttore ospite principale della National Symphony Orchestra di Washington, D.C.. Nell'aprile 2007 fu nominato direttore principale della National Symphony Orchestra (Washington, DC), dopo che Leonard Slatkin si dimise come direttore musicale nel 2008. Mantenne quella posizione per due anni.
Fischer è stato direttore musicale alla Kent Opera nel Regno Unito dal 1984 al 1989. È stato direttore musicale dell'Opéra National de Lyon dal 2000 al 2003. La produzione di Lione di Ariadne auf Naxos ricevette il premio della "migliore produzione lirica regionale dell'anno" conferito dall'Associazione dei critici musicali francesi. Altri lavori nell'opera come direttore ospite hanno visto un ciclo di Mozart alla Wiener Staatsoper di Vienna e produzioni a Zurigo, Londra, Parigi, Bruxelles, Stoccolma e Budapest. Debutta nel 2006 al Glyndebourne Festival Opera in una nuova produzione di Così fan tutte.
Nel 2006 Fischer fu nominato artista principale dell'Orchestra of the Age of Enlightenment. Nel febbraio 2011 fu nominato direttore musicale del Konzerthaus Berlin e direttore principale della Konzerthausorchester di Berlino, dalla stagione 2012-2013, con un contratto iniziale di 3 anni. Nell'ottobre 2016 l'orchestra annunciò che Fischer si dimetterà da direttore principale dopo la stagione 2017-2018.
Nel 2011 Fischer ha ricevuto il Royal Music Award della Royal Philharmonic Society e il Dutch Ovatie Prize. Nel 2013 è stato nominato Membro Onorario della Royal Academy of Music di Londra.

## Composizioni
Le composizioni di Fischer sono generalmente scritte per gruppi intimi di voci umane e strumenti. La sua "Spinoza-Vertalingen" per soprano e gruppo da camera composta da una traduzione olandese del XVII secolo del testo di Baruch Spinoza è stata eseguita nei Paesi Bassi e in Ungheria. Per coro femminile ha composto "Zigeunerlied" (Goethe), "La Malinconia" (Umberto Saba), "29. Canzone di Petrarca", "Sait gesund" con un testo Yiddish e "A nay kleyd" (Rokhl Korn). Gli ultimi due sono stati commissionati dal memorial day olandese (Dodenherdenking) e trasmessi dalla televisione nazionale olandese. Nel 2011 ha composto "de slome slak" (Joke van Leeuwen) per coro di bambini, commissionato dalla Koorbiennale nei Paesi Bassi e Festival Hymn 2011 commissionato da Young Euro Classic a Berlino. Il suo lavoro più seguito è "Eine Deutsch-Jiddische Kantate", che è stato eseguito in Olanda, Germania, Austria, Stati Uniti e Svizzera. La sua opera in un solo atto "The Red Heifer", "composta come un rimprovero per ciò che lui e gli altri vedono come crescente intolleranza per l'antisemitismo nell'odierna Ungheria" è stata presentata in anteprima alla Millennium Hall di Budapest nell'ottobre 2013.

## Registrazioni
Fischer ha firmato un contratto discografico esclusivo con la Philips Classics nel 1995 e le sue registrazioni di Bartók e Liszt con la Orchestra Festival di Budapest hanno vinto un Gramophone Award, il Diapason d'Or de l'Annee, quattro Cles de Telerama, i premi Arte, MUM ed Erasmus. Altre registrazioni della Philips comprendono opere di Kodály, Dvořák e la stessa orchestrazione di Fischer delle Danze ungheresi di Brahms, che combinano improvvisazioni di musicisti zingari con un'orchestra sinfonica.
Dal 2004 Fischer ha registrato per Channel Classics Records. La sua registrazione della Seconda Sinfonia di Mahler con la Orchestra Festival di Budapest per Channel Classics ha vinto un Gramophone Award "Editor's Choice" del 2007. Altre versioni di Fischer/BFO hanno visto la Seconda Sinfonia di Rachmaninov, la Sinfonia n. 6 di Mahler, la Sinfonia n. 4 di Čajkovskij e Josephslegende di Richard Strauss. Su DVD, la sua interpretazione di Glyndebourne di Così fan tutte di Mozart è stata nominata per il Gramophone e il Grammy Award.

## Premi
Fischer è uno dei fondatori della Mahler Society ungherese e patrono della British Kodály Academy. Ha ricevuto il Golden Medal Award dal Presidente dell'Ungheria e il Crystal Award dal World Economic Forum per i suoi servizi atti ad aiutare le relazioni culturali internazionali. Il governo francese lo ha nominato Chevalier des Arts et des Lettres. Nel 2006 è stato premiato con il Kossuth Prize, il più prestigioso premio d'arte ungherese. È un cittadino onorario di Budapest. Nel 2011 ha ricevuto il Royal Philharmonic Society Music Award nella categoria Direttori d'orchestra.